# Río Chico (Filipinas)
Río Chico (originalmente Río Chico de Cagayán) es un sistema fluvial en Kalinga, una provincia de la Región Administrativa de la Cordillera en el norte del país asiático de Filipinas.
Es conocido como un "río de la vida" por el pueblo Kalinga que vive en sus orillas, y es bien conocido entre los desarrolladores, debido al proyecto de la presa del río Chico, un proyecto de generación de energía eléctrica que los residentes locales resistieron durante tres décadas antes de que finalmente fuera dejado a un lado en la década de 1980 -. un Caso de estudio histórico sobre cuestiones de dominio ancestral en Filipinas.
El Chico tiene una longitud de 174,67 kilómetros y es un afluente del río Cagayán. Sus mayores cabeceras  son Tinoc, Ifugao; Buguias, Benguet y sus afluentes son el río Bunog al sur, y el río Tanudan y Biga al este, Los Ríos Mabaca y Saltan hacia el norte, y el río Pasil aguas abajo.